# کاروانسرای دهشیر
کاروانسرای دهشیر مربوط به دوره قاجار است و در شهرستان تفت، روستای دهشیر واقع شده و این اثر در تاریخ ۱ شهریور ۱۳۷۸ با شمارهٔ ثبت ۲۴۲۴ به‌عنوان یکی از آثار ملی ایران به ثبت رسیده است.